# Phường 8, Quận 11
Phường 8 là một phường thuộc Quận 11, Thành phố Hồ Chí Minh, Việt Nam.
Phường 8 có diện tích 0,33 km², dân số năm 2021 là 12.725 người,  mật độ dân số đạt 38.560 người/km².